# Dariusz Pietrasiak
Dariusz Pietrasiak, né le 12 février 1980 à Sandomierz, est un footballeur polonais. Il occupe le poste de défenseur.

## Biographie
Il connait sa première sélection internationale le 7 septembre 2010 contre l'Australie en match amical.

## Clubs
- 1998-1999 :  Cukrownik Włostów
- 1999-2004 :  KSZO Ostrowiec Świętokrzyski
- 2004-2010 :  GKS Bełchatów
- 2010-2011 :  Polonia Varsovie
- 2011-2012 :  Śląsk Wrocław
- 2012 :  Maccabi Netanya

## Palmarès
- Finaliste de la Coupe de la Ligue polonaise : 2007
- Finaliste de la Supercoupe de Pologne : 2007
- Champion de Pologne : 2012